# Diamon
Diamon est une localité située dans le département de Moussodougou de la province de la Comoé dans la région des Cascades au Burkina Faso.

## Démographie
| 2003 | 2006  | 2012 |
| ---- | ----- | ---- |
| 881  | 1 016 | -    |

## Santé et éducation
Le centre de soins le plus proche de Diamon est le centre de santé et de promotion sociale (CSPS) de Moussodougou tandis que le centre hospitalier régional (CHR) se trouve à Banfora. Un projet d'ouverture de CSPS dans le village est à l'ordre du jour.
Le village possède une école primaire publique.